# Palacio de Correos de Mexico
Il Palacio de Correos de Mexico (Palazzo Postale) è un edificio di Città del Messico, situato all'angolo tra la via di Tacuba e l'Asse Centrale "Lázaro Cárdenas". Viene ritenuto un capolavoro architettonico, voluto dal generale Porfirio Díaz, che ordinò anche la costruzione del Palazzo delle Belle Arti per celebrare il centenario dell'inizio dell'indipendenza del Messico nel 1910.
Originariamente il luogo in cui ora sorge il Palazzo Postale era sede dell'antico ospedale dei Terziari Francescani, il quale venne abbattuto nel 1902. Il nuovo edificio venne inaugurato il 17 febbraio 1907 dallo stesso presidente Porfirio Diaz, il quale con un atto simbolico depositò due cartoline con l'immagine del palazzo postale. In seguito è stato più volte restaurato.

## Descrizione
Di stile eclettico, integra elementi di stile gotico veneziano e Art Nouveau; la sua creazione si deve interamente all'architetto italiano Adamo Boari, che fu anche incaricato della costruzione del contemporaneo Palazzo delle Belle Arti.
Presenta una facciata con impianto ripreso da modelli rinascimentali. Il portone principale, posto sull'angolo, è completato da una tettoia di ferro battuto sostenuta da due grandi catene che danno all'ingresso l'aspetto di un ponte levatoio.
All'interno l'edificio presenta ricche decorazioni in ferro o in bronzo, elaborate e fuse nelle Fonderie del Pignone di Firenze. Scale e tavoli sono realizzati in marmo di Carrara.
Le colonne che ricoprono la struttura di ferro che sostiene l'edificio sono in finto marmo.

## Galleria d'immagini

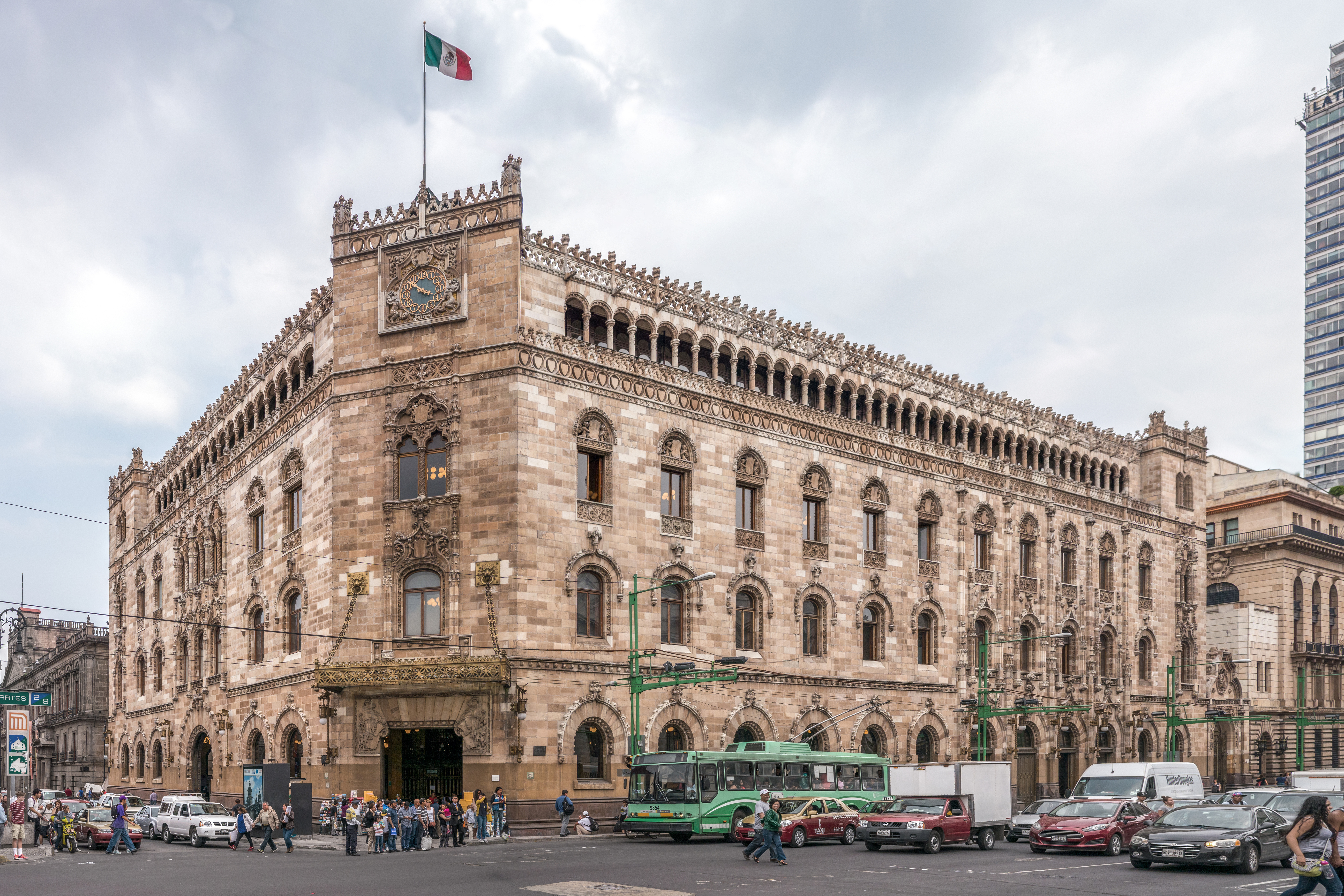
Un settore della facciata
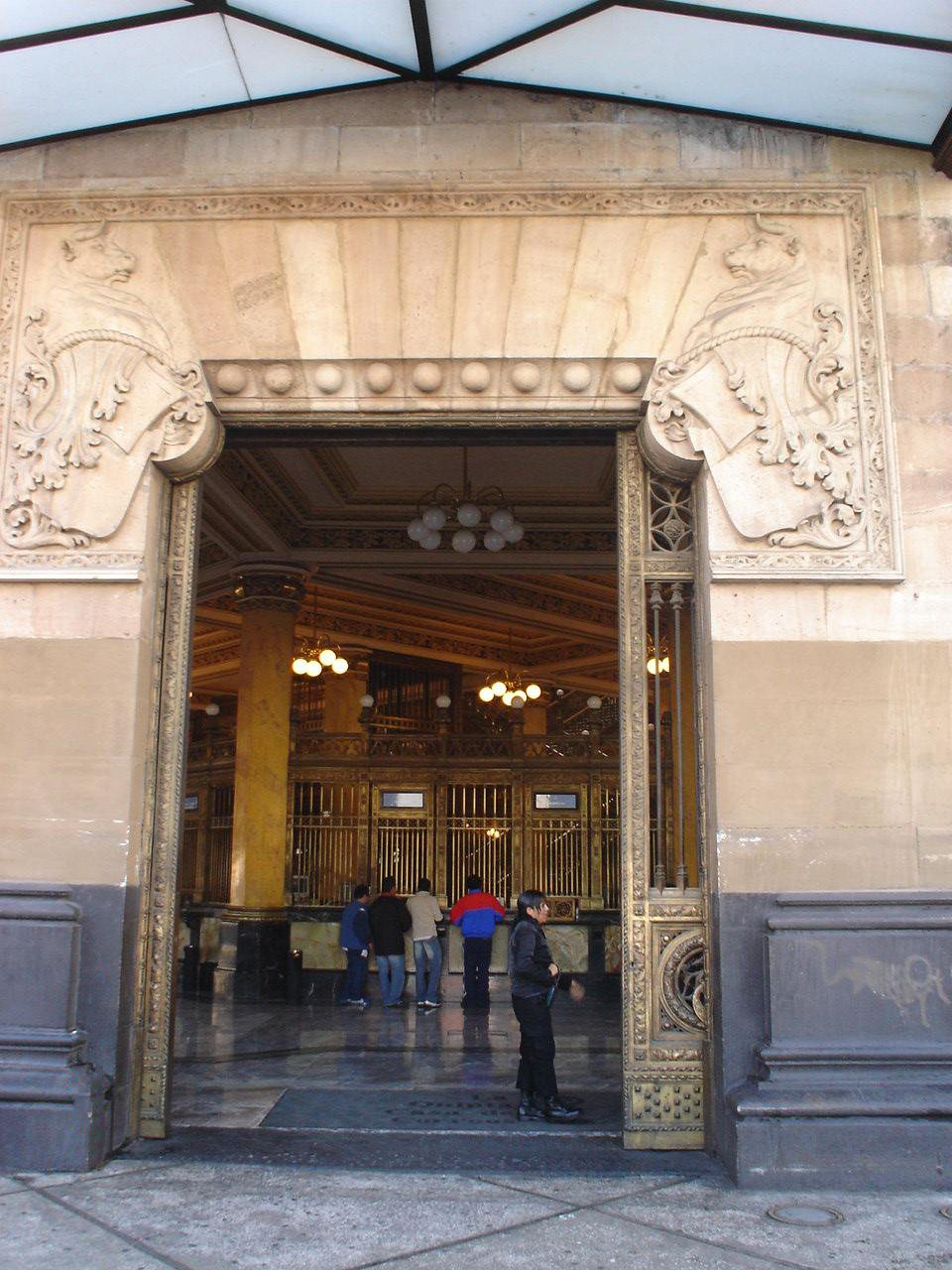
Entrata
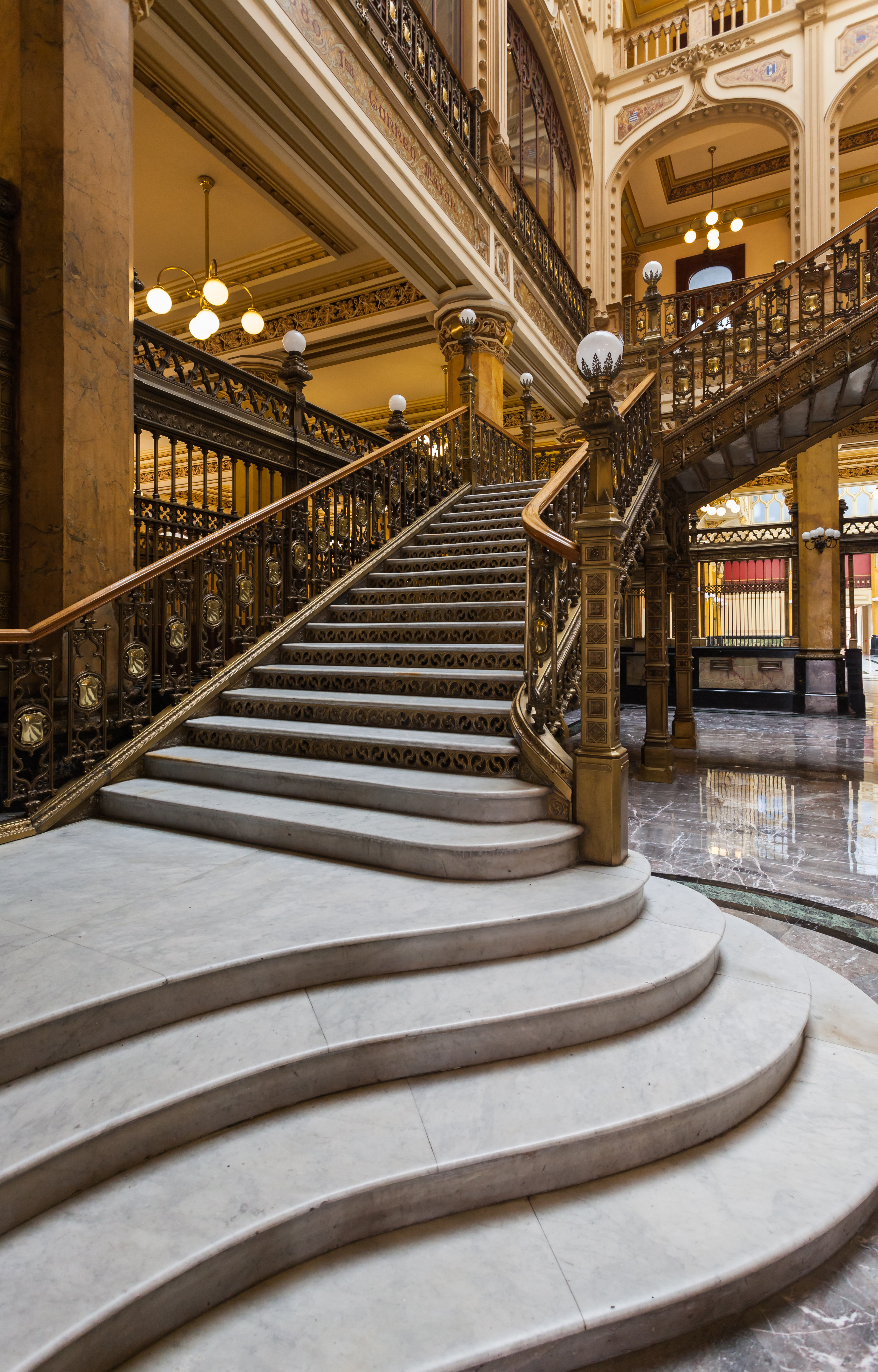
Scale
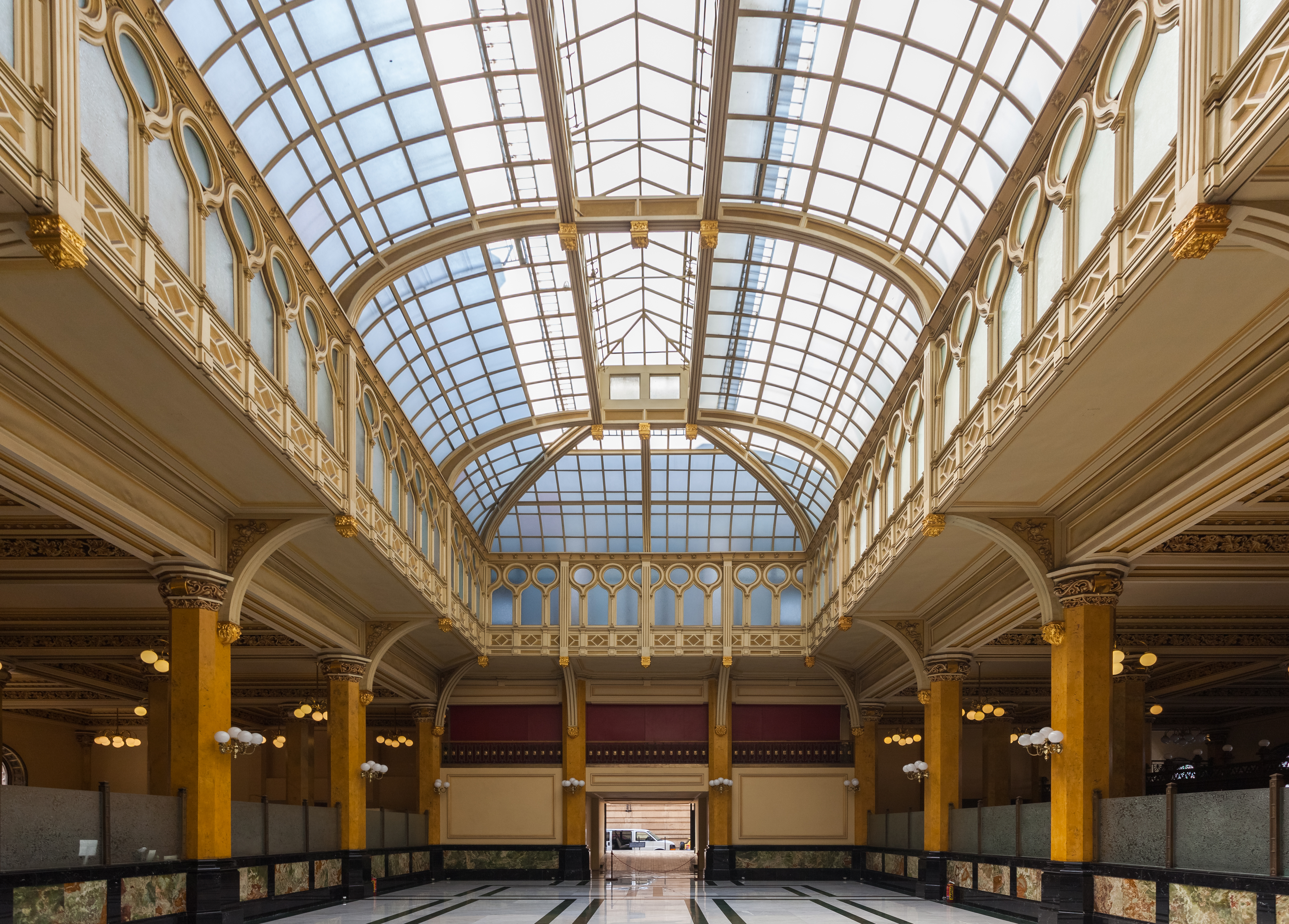
Sala posteriore
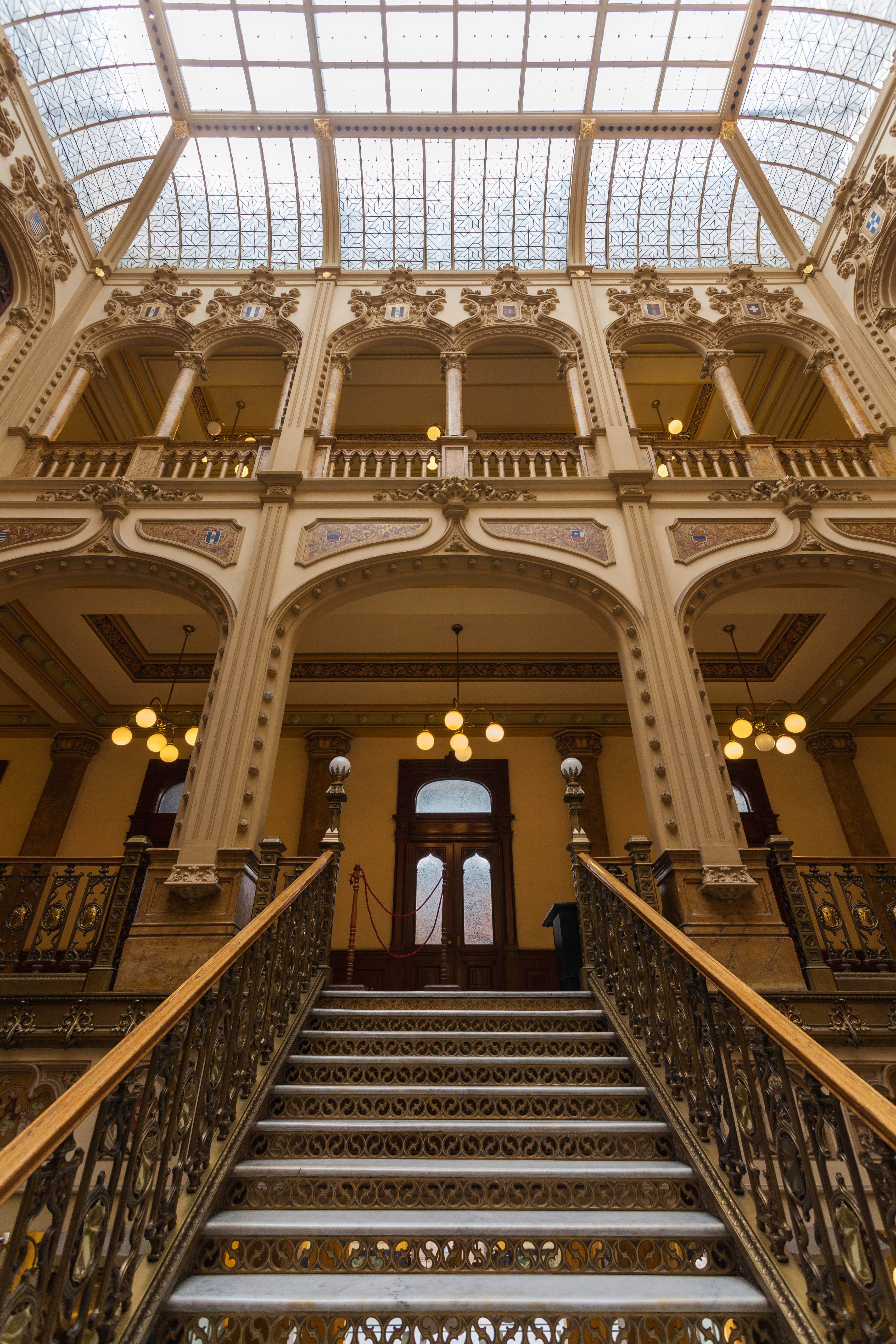
Scale
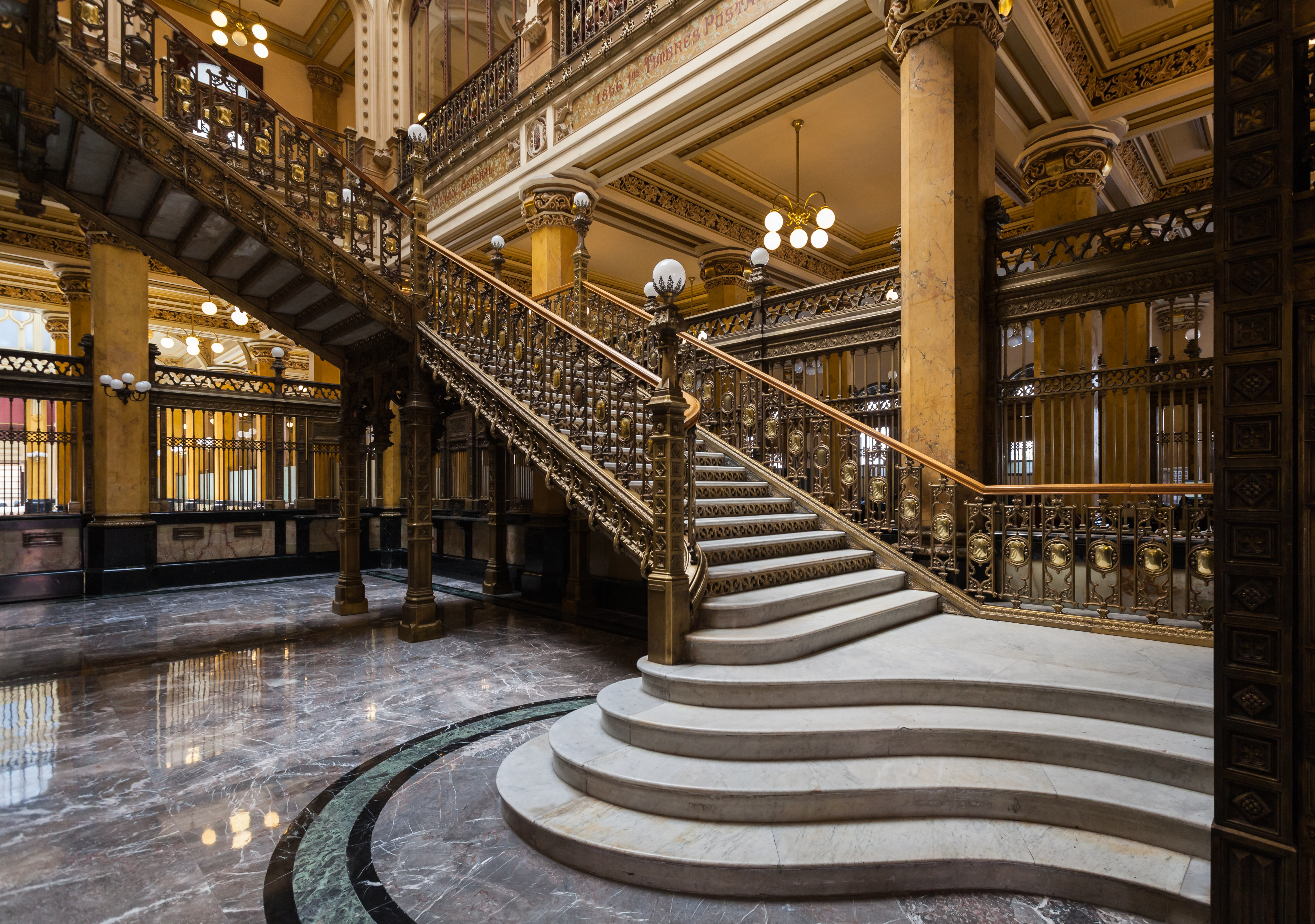
Scale
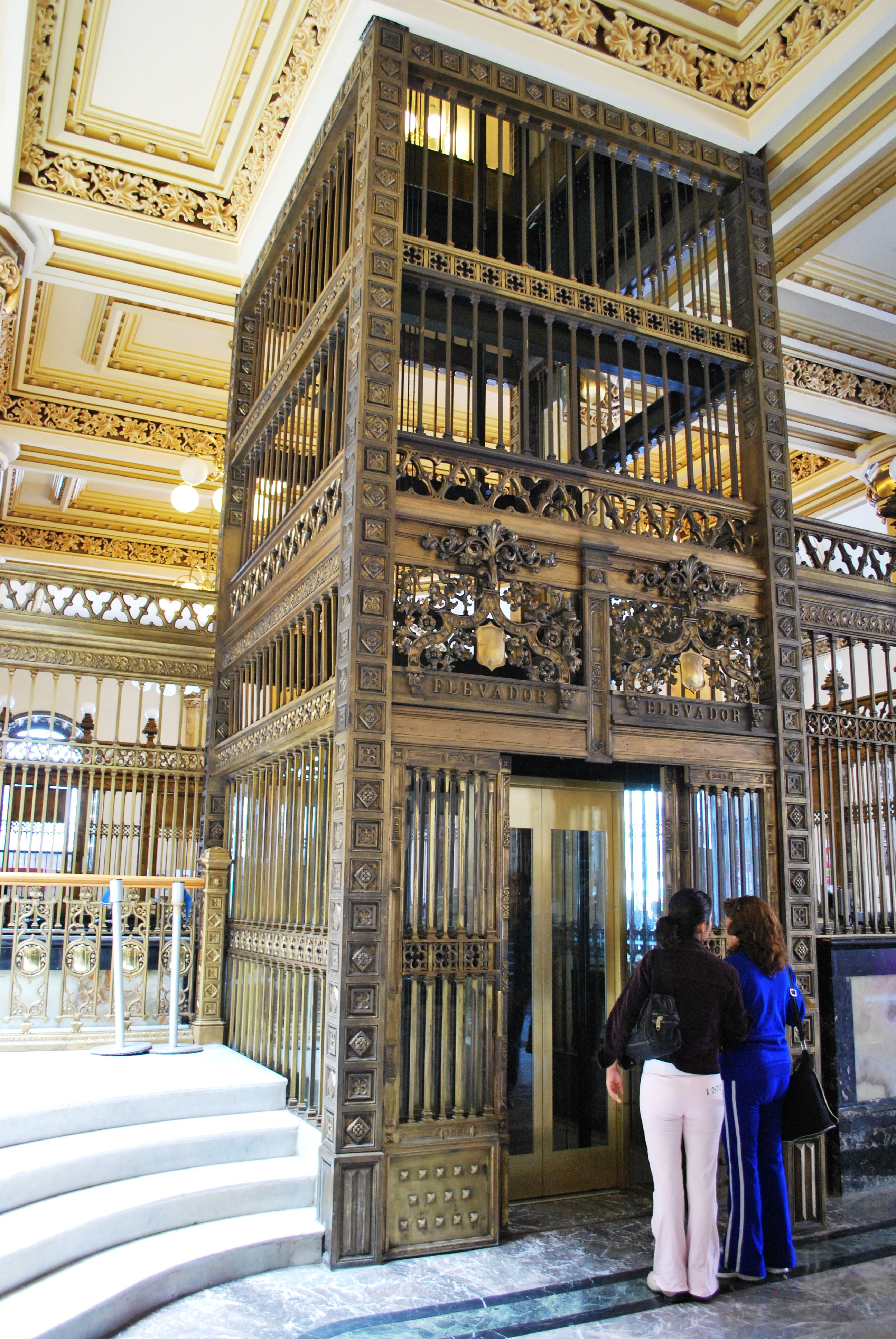
Ascensore interno
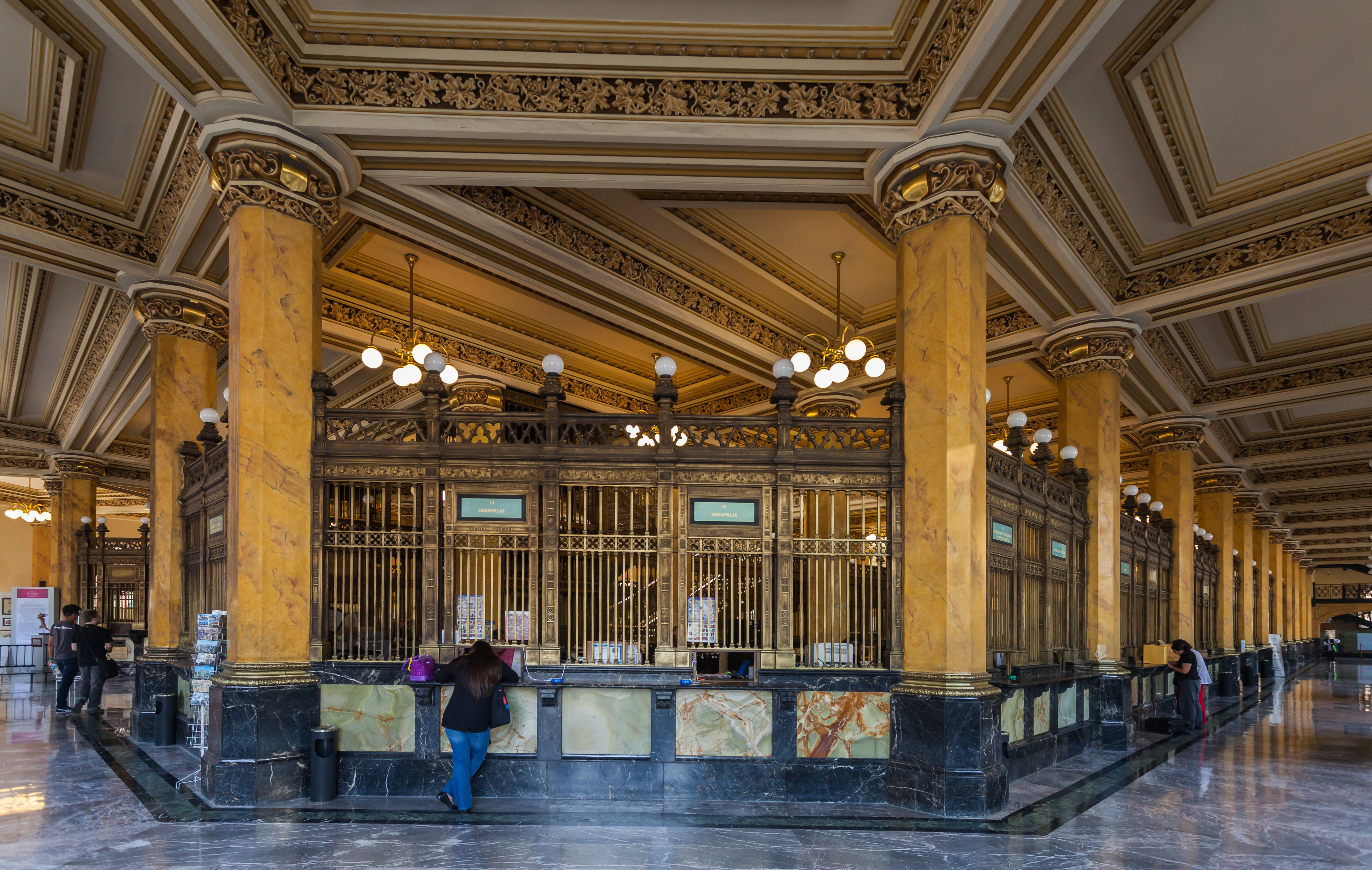
Corridoio interno
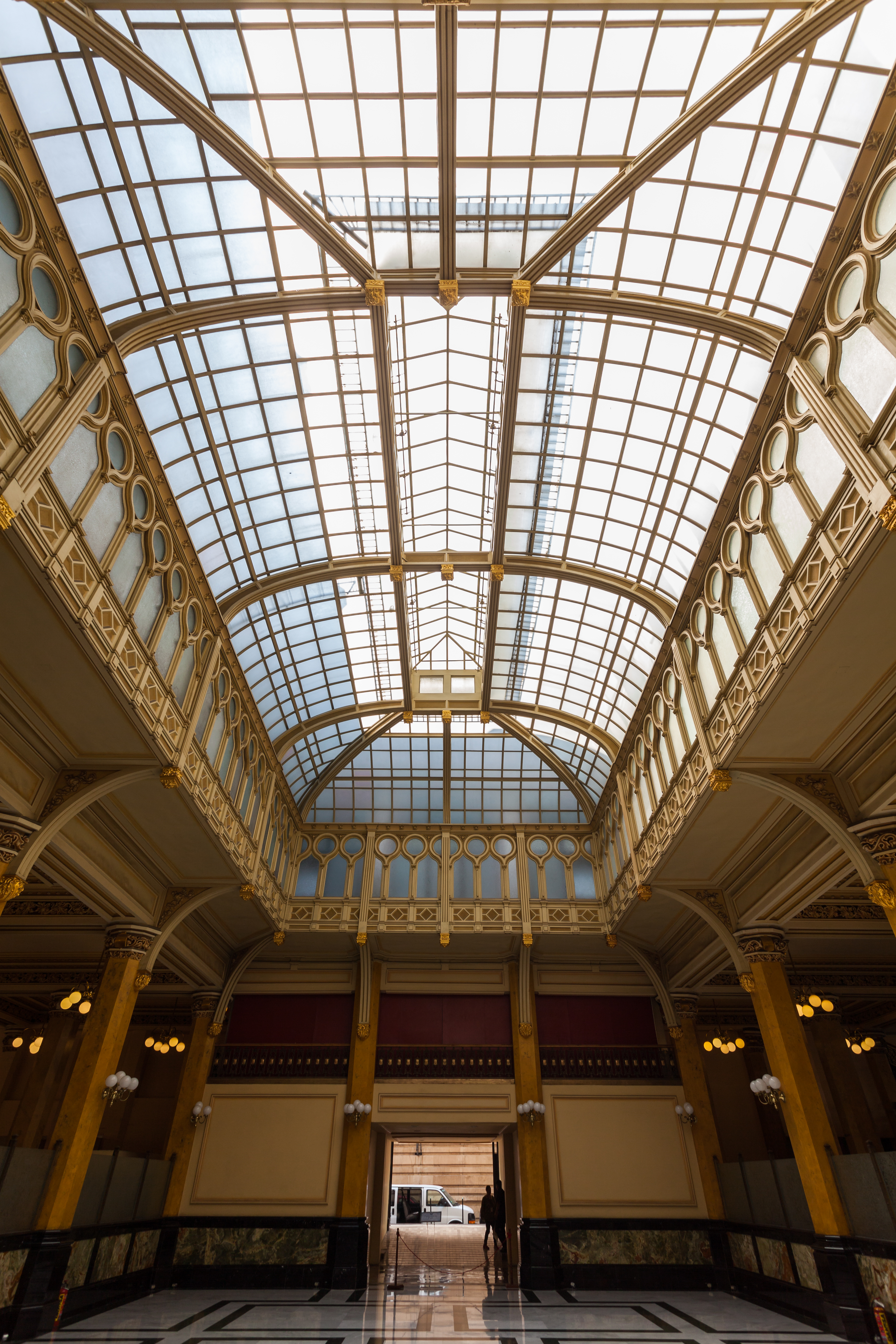
Tetto
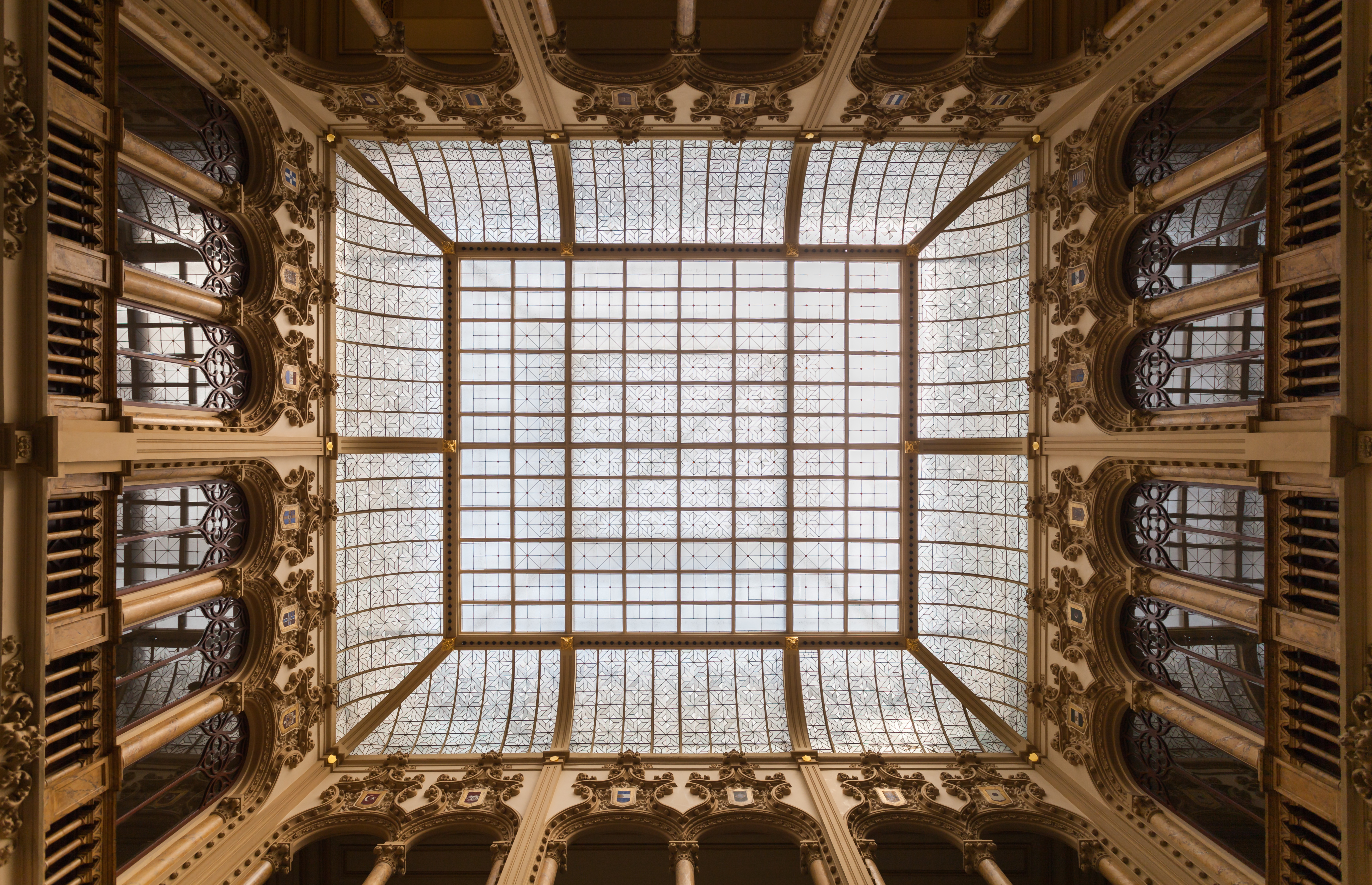
Cupola
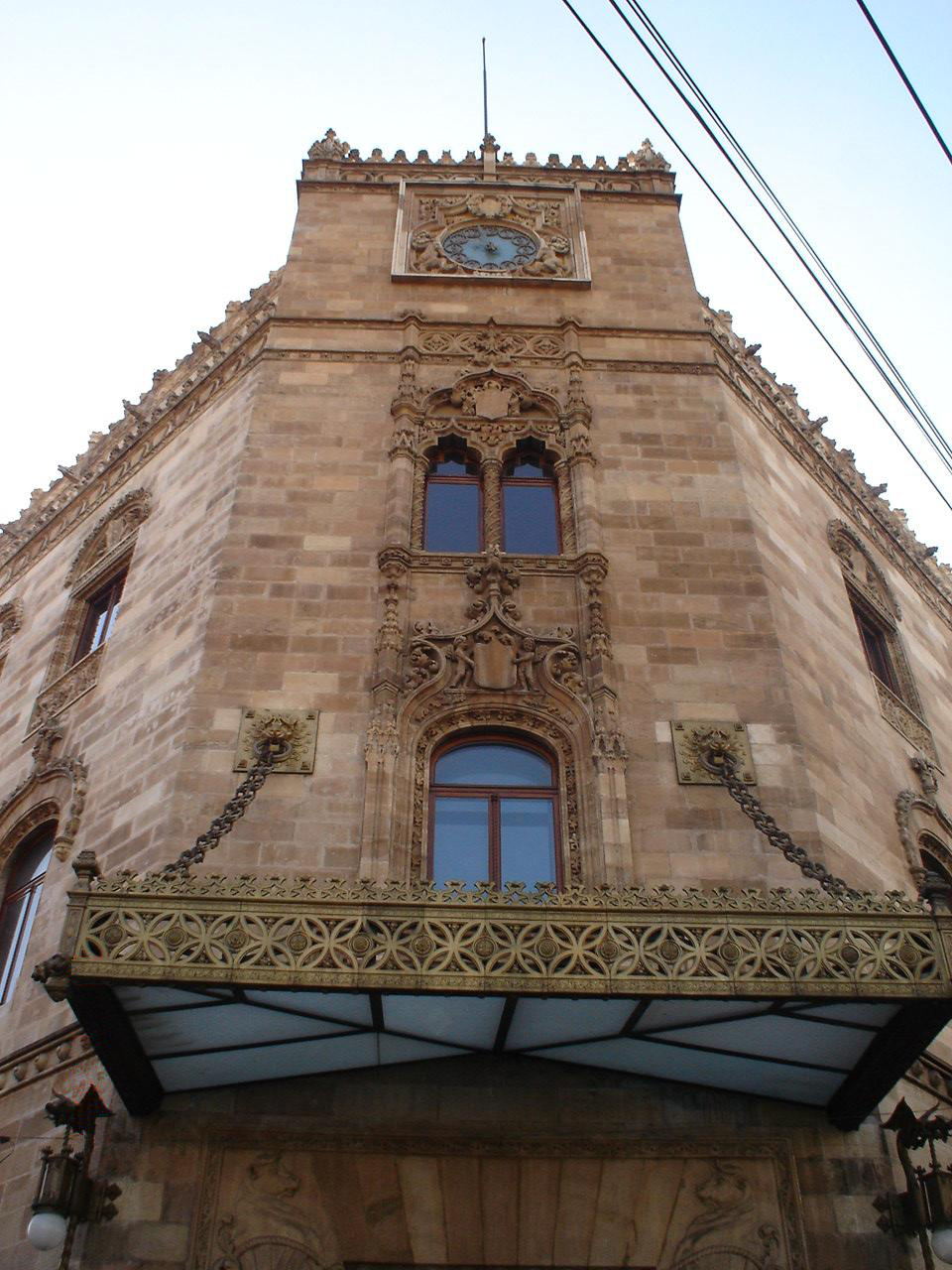
Facciata del palazzo